# Gymel
Gymel (cantus gemellus) – średniowieczna technika wielogłosowa charakterystyczna dla muzyki powstałej w Anglii. Polegała na improwizacyjnym dodawaniu do cantus firmus drugiego głosu w odległości tercji – interwału typowego w tym czasie jedynie dla muzyki angielskiej. W gymelu można upatrywać zalążka późniejszej techniki fauxbourdon.